# ウダヤナ大学

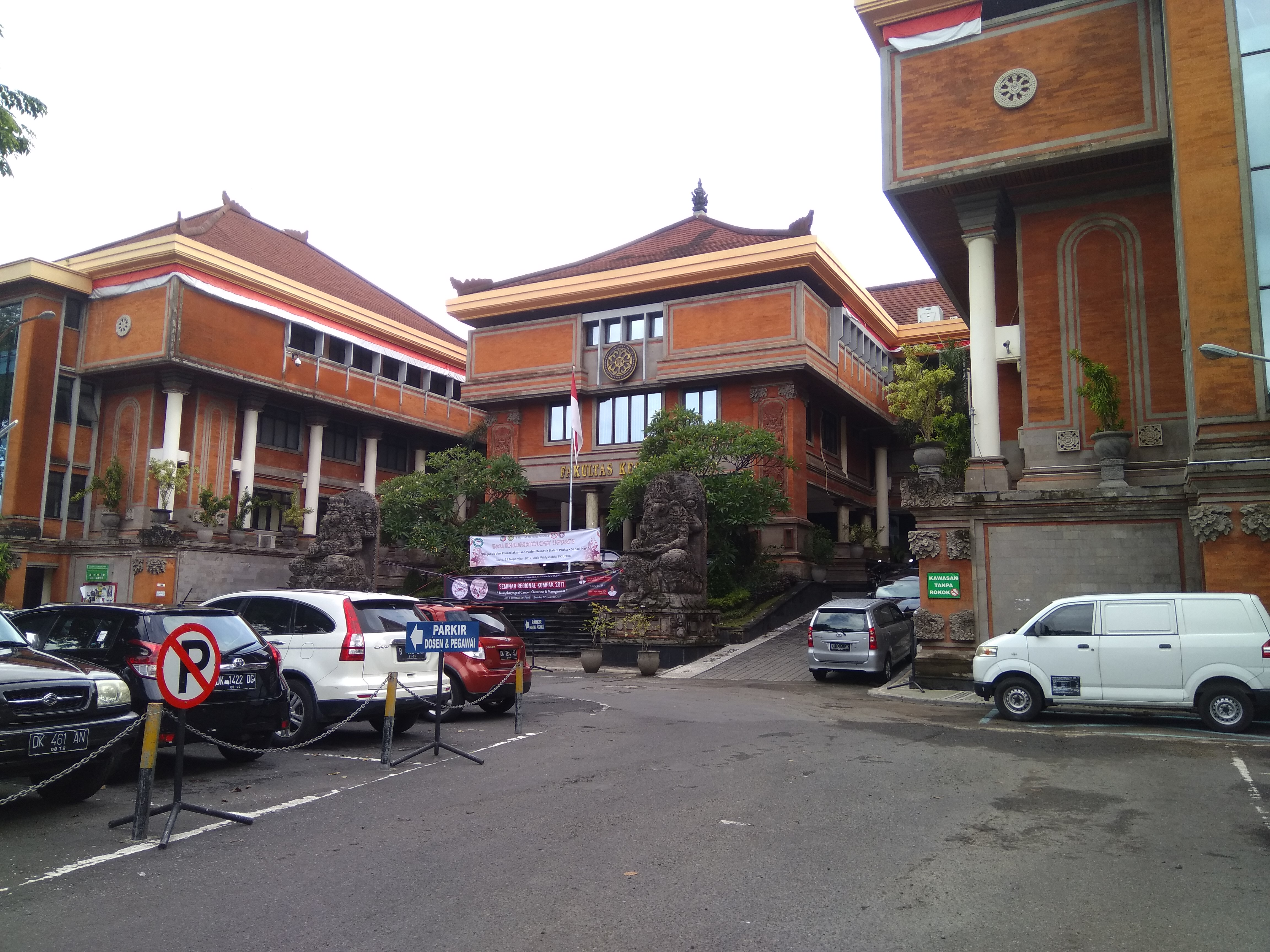
ウダヤナ大学医学部

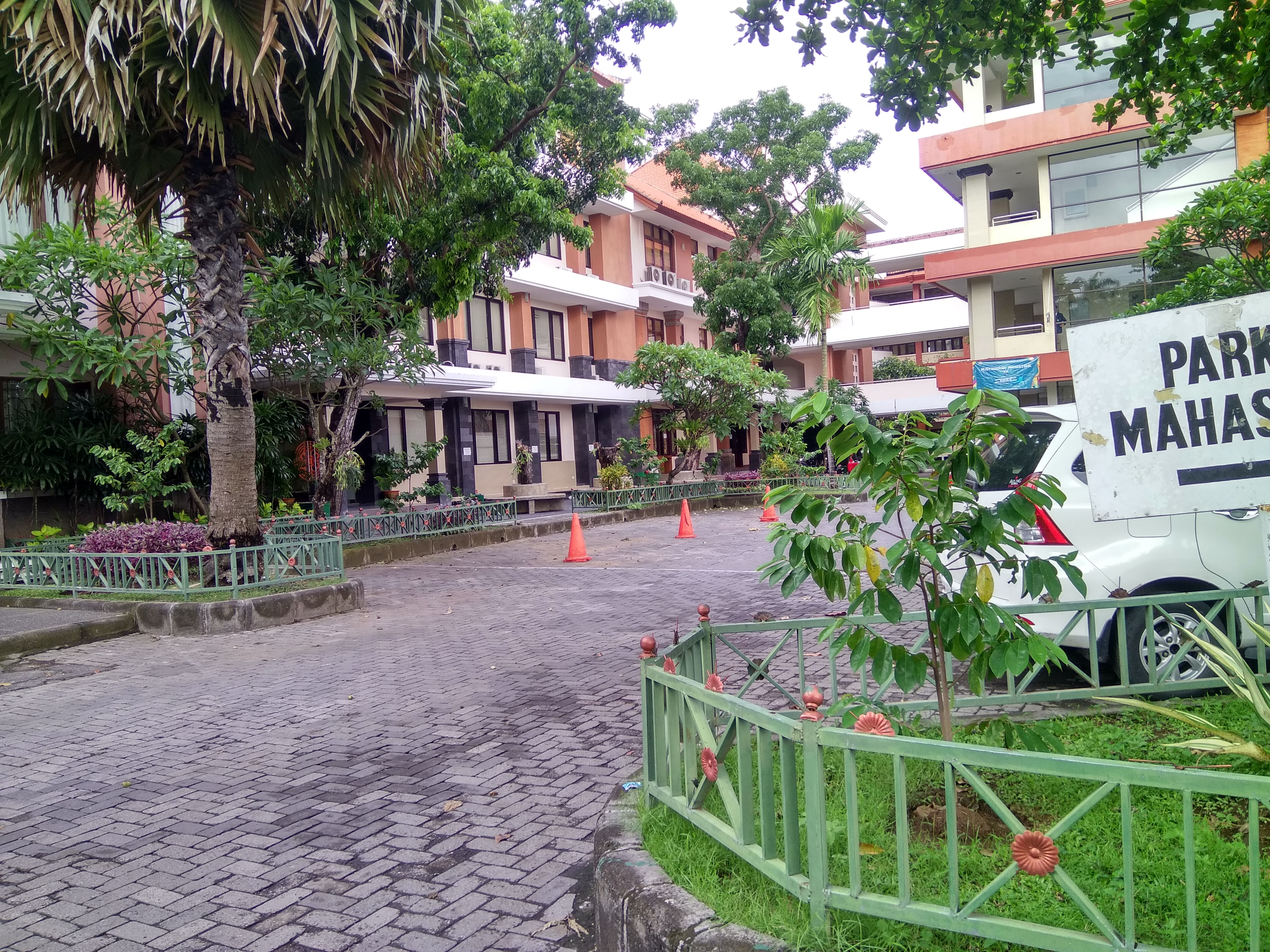
ウダヤナ大学経済学部

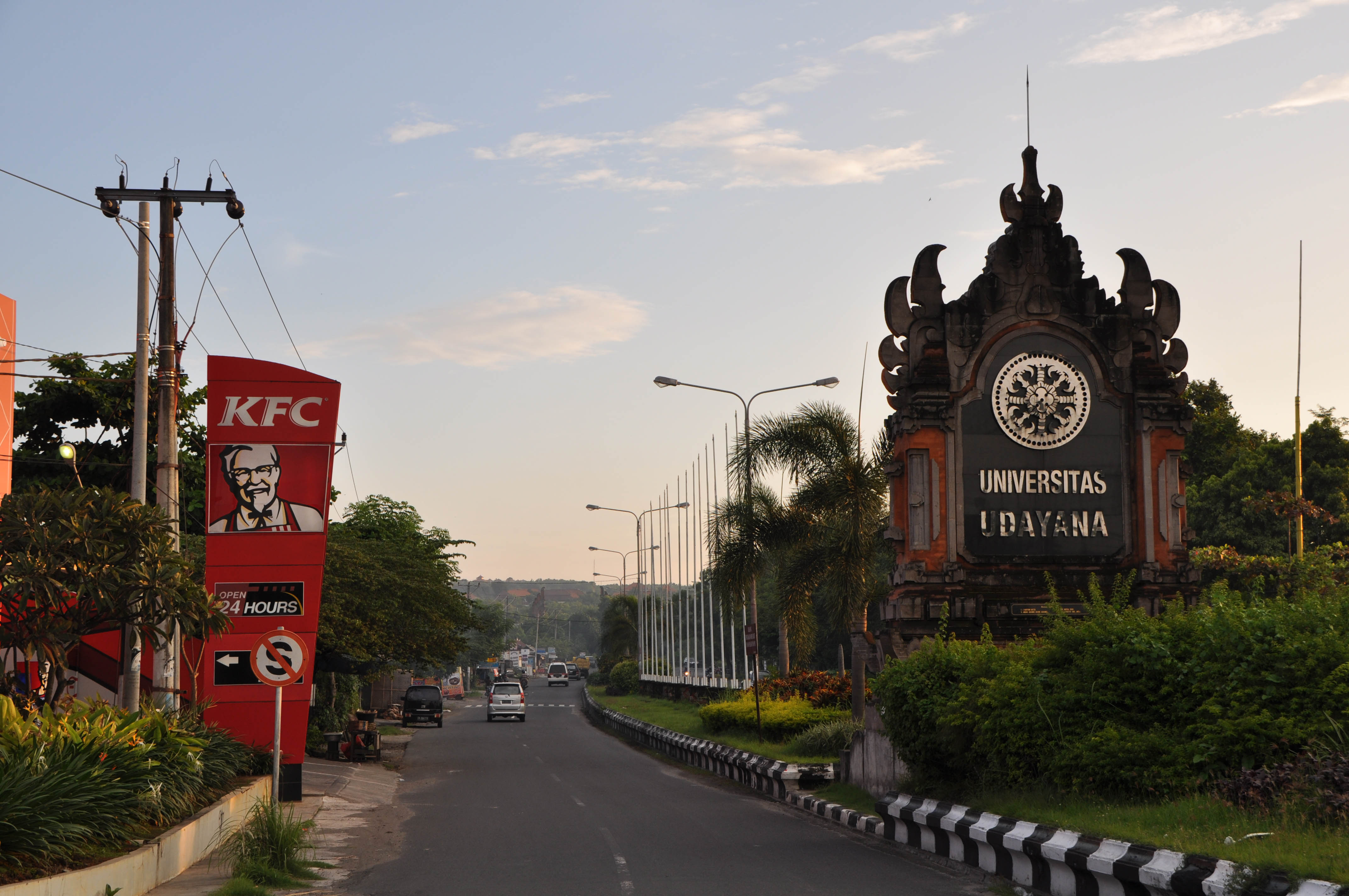
ウダヤナ大学ブキット・ジンバラン・キャンパス

ウダヤナ大学（ウダヤナだいがく、インドネシア語: Univwesitas Udayana、英語: Udayana University）は、インドネシア・バリ島にある国立大学で、10世紀バリ島のウダヤナ王の名称を取っている。

## 概要
ウダヤナ大学は、1958年にジャワのスラバヤ市にあるアイルランガ大学の一部として発足し、1962にはバリのデンバサール市で正式に設立された。当時の学部は少なかったが、2017年には13学部を擁している。
国際的な観光都市にある背景で、留学生も受け入れもしており、また日本の信州大学、熊本大学、神戸女子大学などとも、交流関係にある。

## キャンパス
キャンパスはデンパサール市の三つで、ニアス（Nias Campus）が最初のキャンパスでヒンズー教の学問の女神サラスヴァティーの像が置いてある。スディルマン（Sudirman Campus）は市の中心部にあり、「椰子の木のキャンパス」とも呼ばれている。ブキット・ジンバラン（Bukit Jimbaran Campus）は南郊外のブキット半島にあり最新で最大のキャンパスで、ングラ・ライ国際空港の比較的そばにあり、国際的な観光地クタやヌサドゥアにも近い。

## 参照項目
- インドネシアの教育
- デンパサールの教育